# Trupanea daphne
Trupanea daphne är en tvåvingeart som först beskrevs av Christian Rudolph Wilhelm Wiedemann 1830.  Trupanea daphne ingår i släktet Trupanea och familjen borrflugor. Inga underarter finns listade i Catalogue of Life.